# Чезіо
Чезіо (італ. Cesio, ліг. Cexi) — муніципалітет в Італії, у регіоні Лігурія,  провінція Імперія.
Чезіо розташоване на відстані близько 440 км на північний захід від Рима, 90 км на південний захід від Генуї, 14 км на північ від Імперії.
Населення — 276 осіб (2014).
Щорічний фестиваль відбувається 13 грудня. Покровитель — Santa Lucia.

## Демографія
Населення за роками:

Станом на 1 січня 2023 року в муніципалітеті офіційно проживало 45 іноземців з 7 країн, серед них 5 громадян країн Євросоюзу.

## Сусідні муніципалітети
- Каравоніка
- Казанова-Лерроне
- К'юзаніко
- П'єве-ді-Теко
- Тестіко
- Вессаліко